# 圣伊利耶城
圣伊利耶城（法語：Saint-Illiers-la-Ville，發音：[sɛ̃t‿ilje la vil] ⓘ）是法国伊夫林省的一个市镇，属于芒特拉若利区。

## 地理
圣伊利耶城（48°58'34"N, 1°32'26"E）面积6.48 平方千米，位于法国法蘭西島大區伊夫林省，该省份为法国北部内陆省份，北起瓦兹河谷省，西接厄尔省，西南接厄尔-卢瓦省，东南接埃松省，东临上塞纳省。
与圣伊利耶城接壤的市镇（或旧市镇、城区）包括：布雷瓦勒、洛穆瓦、塞纳河畔罗尼、圣伊利耶勒布瓦。
圣伊利耶城的时区为UTC+01:00、UTC+02:00（夏令时）。

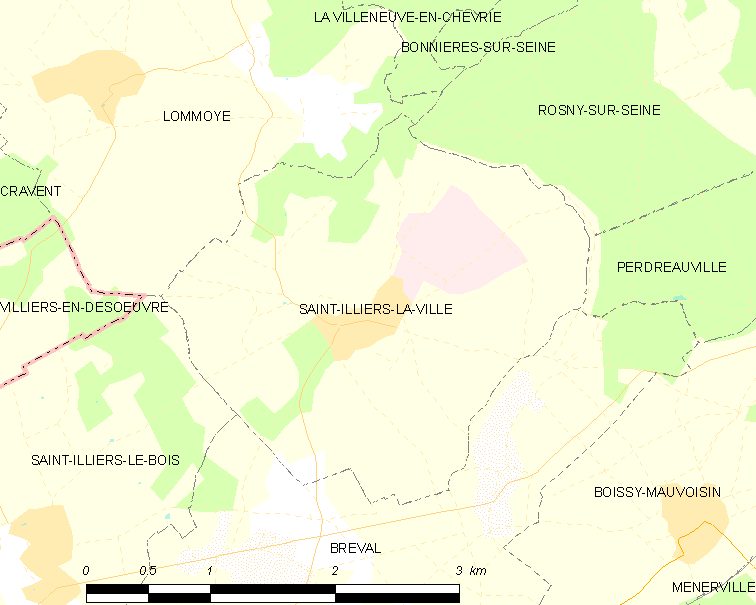
圣伊利耶城的OSM定位图

## 行政
圣伊利耶城的邮政编码为78980，INSEE市镇编码为78558。

## 政治
圣伊利耶城所属的省级选区为塞纳河畔博尼耶尔县。

## 人口

1962-2008年间圣伊利耶城人口变化图示

圣伊利耶城于2022年1月1日时的人口数量为356人。